# L'Accident (film 1912)
L'Accident è un cortometraggio muto del 1912 diretto da Louis Feuillade
Fa parte di La Vie telle qu'elle est (o Scènes de La Vie telle qu'elle est), una serie di film realizzati da Feuillade tra il 1911 e il 1913, film il cui scopo era quello di illustrare una morale e di emozionare il pubblico.

## Trama
Mentre si reca dalla sua amante, un uomo resta ferito in un grave incidente stradale. Le cure assidue e amorevoli della moglie lo porteranno a riscoprire le gioie del matrimonio.

## Produzione
Il film fu prodotto dalla Société des Etablissements L. Gaumont

## Distribuzione
Distribuito dalla Société des Etablissements L. Gaumont, uscì nelle sale cinematografiche francesi il 19 aprile 1912. Gli è stato dato il titolo internazionale (in inglese) The Accident.